# NeoBallad
NeoBallad（ネオバラッド）は、日本の音楽ユニット。2012年に結成。
ドラマー・音楽プロデューサーの上領亘と、ボーカル若狭さちによる二人組民謡ユニット。
日本の民謡をテクノ・ニュー・ウェイヴに編曲したサウンドを展開する。
ユニット名『NeoBallad』は、新しいことを指すNeoと民謡を意味するBalladを合わせた造語。正確なスペルはNeoとBalladを結合、頭文字の「N」と「B」が大文字で表記される。

## メンバー
- 若狭さち（わかさ さち　福島県会津出身　6月14日 -、ボーカル）
  - 幼少時より祖母の影響で民謡を習い始める。1994年、会津民謡全国大会　少年少女の部優勝・読売新聞社賞受賞。日本民謡全国大会少年少女の部優勝の経歴を持つ。その後、民謡歌手への道は進まず大学へ進学。在学中より「民謡を新しい形で発信したい」と民謡調の歌唱でバンドのボーカルとして活動を開始。煌びやかな声質と民謡特有の高音でハリのある唄い方から“天然ボーカロイド”とも称される。過去にはプログレッシブ・ロックバンドのボーカルも務めた[1]。
- 上領亘 （かみりょう わたる、東京都出身、1964年9月3日 -、ドラム/音楽プロデューサー）
  - 1987年にグラスバレーのドラマーとしてメジャー・デビュー。1991年に同バンド脱退後、SOFT BALLETにサポートドラムとして加入。その後、1994年から1997年までP-MODELに在籍、ソロ活動を並行。吉川晃司、河村隆一、T.M.Revolutionなどでのサポートドラム、編曲家、音楽プロデューサーとして活動。NeoBalladでは総合プロデューサー兼ドラマーとして全楽曲編曲を担当。テクノ、ニュー・ウェイヴ、ジャズ、アンビエント等多様な音楽性を見せ打ち込み音楽との同期を得意とし「超絶技巧」「千手観音」の異名を持つ。

### サポートメンバー
- 岩下達朗（いわした たつろう/VJ）
- KIJU（きじゅ/北村貴寿/津軽三味線）
- 寂空 -Jack-（じゃっく/静岡県出身/津軽三味線）
  - エレキ三味線にエフェクトをかけて演奏する。
  - 神鳴ギターズと三味線奏者として初のエンドースメント契約[2]
  - KAO=S（カオス）、THE SYAMISENIST（ザ・シャミセニスト）、JK（寂空-Jack-×KIKU）に所属。
- ミカド香奈子（みかど かなこ/篠笛・囃子）
  - 民謡・自由活動はミカド香奈子、邦楽囃子笛方は望月太喜若として活動[3]
  - アラゲホンジ、池袋盆BAND、藍海松茶（あいみるちゃ）に所属。
- 藤原ゆき（ふじわら ゆき、日本舞踊）
- 翔 慎之介（しょう しんのすけ、日本舞踊）
  - 翔乃流師範、英会話講師[4]。
- 石塚BERA伯広（いしづか べら のりひろ、東京都出身、ギター）

## 来歴
- 2010年、 若狭・上領、共通の知人を通して知り合う。この時「津軽タント節」、「会津磐梯山」が制作される[5]。
- 2012年2月、 2年ほど時を経て再会。4月より活動開始。
- 2013年3月、屋外ライブ用にポータブルエレクトリックドラム[6]を導入。全国各地のイベント出演など活動範囲を広げる。
- 2014年3月、2015年2月に文化庁／財団法人日本民謡協会主催の「民謡SONIC」に出演。
- 2015年7月、フランス・パリにて開催された「第16回 Japan Expo」に出演。
- 2015年12月、世界展開の音楽オンラインコンテスト『Global Rockstar 2015』において日本国内予選の首位を獲得。
- 2016年2月、台湾・台北にて開催された「Explore REAL JAPAN」に出演。
- 2016年7月、フランス・パリにて開催された「第17回 Japan Expo」に出演。
- 2016年8月、キングレコードよりメジャー・デビュー。

## ディスコグラフィー

### シングル
1. 『01〜東北編〜』（2013年2月17日 - iTunes配信）
2. 『南のバラッド』（2015年4月7日、OFFICE ZAPP）
3. 『ほまれ』（2015年7月21日、OFFICE ZAPP）

### アルバム
1. 『01(ゼロイチ)』（2013年3月8日、SHINKO MUSIC RECORDS、SMRA-1005）
2. 『02 〜黄金の里〜 (ゼロニ コガネノサト)』（2013年11月8日、SHINKO MUSIC RECORDS、SMRA-1007）
3. 『03 〜縁〜 (ゼロサン エニシ)』（2014年8月8日、SHINKO MUSIC RECORDS、SMRA-1009）
4. 『04 〜寿〜 (ゼロヨン コトブキ)』（2016年8月3日、キングレコード、KICS-3399）
5. 『05 (ゼロゴ)』（2021年3月29日、OFFICE ZAPP）
6. 『結の音』（2022年4月7日、OFFICE ZAPP）

### DVD
1. 『vol.00』（2012年9月2日）
2. 『天地人神心 vol.01』（2013年6月21日）
3. 『天地人神心 〜糸の奏〜』（2015年9月21日）

## 公演

### ライブ
| 日程                       | ツアータイトル                                                                              | 会場                                          | 備考 |
| -------------------------- | ------------------------------------------------------------------------------------------- | --------------------------------------------- | --- |
| 2012年4月7日(土)           | U.Village PRESENTS “ New Age Gig -vol.1-”                                                   | 渋谷 Last Waltz                               | 【出演】紺凪、華風月、aozorafantasii、井上 侑                                                                                           |
| 2012年5月31日(木)          | ダツコウチク・ジャポン vol.1                                                                | 渋谷 Last Waltz                               | 【出演】メテオール、鉄雄 (添田雄介 from Muddy World)                                                                                    |
| 2012年6月23日(土)          | New Wave Junkies! “ reborn 2012 ”                                                           | 秋葉原 CLUB GOODMAN                           | 【出演】4-D mode1、MD Project(出口雅之UNIT)、DUMMY、DJ-YUU、ラディ・M                                                                   |
| 2012年7月14日(土)          | ダツコウチク・ジャポン vol.2                                                                | 渋谷 Last Waltz                               | 【出演】Omodaka、bunga bunga |
| 2012年9月2日(日)           | NeoBallad ワンマンライブ vol.1                                                              | 渋谷 Last Waltz                               | 【ゲスト】Kao=S、寂空 |
| 2012年10月5日(金)          | Joy Ride vol.120                                                                            | 高円寺 KOENJI HIGH                            | 【出演】中野テルヲ + 折茂昌美 (Shampoo)、福間創 + nOrikO (POiSON GiRL FRiEND)                                                           |
| 2012年10月31日(水)         | TRIP TRACK2012                                                                              | 渋谷 Live Stage Guilty                        | 【出演】Twichem、はらぺこ、船津陽史（the irony）                                                                                        |
| 2012年12月13日(木)         | 寂空祭 Jack FESTIVAL                                                                        | 渋谷 UNDER DEER LOUNGE                        | 【出演】寂空-Jack-、TheSyamisenist、happinus、舞音-maioto-withあびこめぐみ、UnknownRooftops、Kao=S                                      |
| 2013年1月19日(土)          | KOENJI HIGH 5th ANNIVERSARY Joy Ride vol.125 ～NeoBallad presents 新春☆お宝どっさりナイト～ | 高円寺 KOENJI HIGH                            | 【出演】プノンペンモデル、ADAPTER。、Omodaka                                                                                            |
| 2013年3月8日(金)           | anvil                                                                                       | 大阪/北堀江 club vijion                       | 【出演】A.C.E.、KAZ a.k.a.HIGE、ココログラム、SACHIYOLiON                                                                               |
| 2013年3月20日(水)          | NeoBallad ワンマンライブ 天地人神心 Vol.1                                                   | 高円寺 KOENJI HIGH                            | |
| 2013年4月19日(金)          | Joy Ride vol.133                                                                            | 高円寺 KOENJI HIGH                            | 【出演】CTO LAB(岡田徹＋イマイケンタロウ ＋polymoog)、soyuz project                                                                     |
| 2013年5月17日(金)          | Joy Ride vol.136                                                                            | 高円寺 KOENJI HIGH                            | 【出演】高橋芳一、バチバチソニック |
| 2013年6月21日(金)          | NeoBallad ワンマンライブ 天地人神心 Vol.2                                                   | 高円寺 KOENJI HIGH                            | 【Special Guest】本田毅 (Gt)、藤田勉 (Dr)、夢時 (Gt)、寂空 (津軽三味線)                                                                 |
| 2013年8月31日(土)          | LINK extra 2013～Summer Carnival～                                                          | 渋谷 Star Lounge                              | 【出演】ヴェルヴェット猫、Dummy’s Corporation、[MU:]、Vomos                                                                             |
| 2013年11月10日(日)         | NeoBallad ワンマンライブ 天地人神心 Vol.3                                                   | 渋谷 Star Lounge                              | |
| 2013年12月25日(水)         | ELEPOP TO ASIA：Happy！X'mas！                                                              | 渋谷 clubasia                                 | 【出演】ADAPTER。、Vomos、Dummy's Co.、femt                                                                                             |
| 2014年1月15日(水)          | 和                                                                                          | 高円寺 CLUB LINER                             | 【出演】ふりむん、月宵、ひめひおをぎ |
| 2014年2月8日(土)           | VomosBirthday ＠VJ Night                                                                    | 渋谷 RUIDO K2                                 | 【出演】Vomos、ボモ☆リモ |
| 2014年3月14日(金)          | 神永の野望４                                                                                | 仙川 KICK BACK CAFE                           | 【出演】The Syamisenist、Happinus、SUPER JOHN BROTHERS                                                                                  |
| 2014年3月26日(水)          | 民謡SONIC （文化庁／日本民謡協会主催)                                                       | 江戸東京博物館                                | |
| 2014年4月17日(木)          | 花鳥風月'14～陽春～                                                                         | 赤坂グラフィティ                              | 【出演】O.A:森沢泉、xiè、HINAKO-ART |
| 2014年5月16日(金)          | NeoBallad presents招福☆宝船祭りVol.１                                                       | 高円寺 KOENJI HIGH                            | 【出演】Omodaka、xiè、KAO=S |
| 2014年7月24日(木)          | Joy Ride vol.165                                                                            | 高円寺 KOENJI HIGH                            | 【出演】CTO LAB.、TECHNOBOYS PULCRAFT GREEN-FUND                                                                                        |
| 2014年8月8日(金)           | 第三回 ミライノチカラ                                                                       | 渋谷 TAKE OFF 7                               | 【出演】vague、真桜、寺田有希 他 |
| 2014年8月16日(土)          | NeoBallad ワンマンライブ 天地人神心 Vol.4                                                   | 高円寺 KOENJI HIGH                            | 【ゲスト】寂空（津軽三味線）、MIZ（Violin)、浅井眞理（Violin)                                                                           |
| 2014年8月31日(日)          | サトケンPresents『過ぎ去りし夏に…』～和装night～                                            | 福島県いわき burrows                          | 【出演】新月灯花、Syaon、geru、GARI、ひとりね、佐藤賢治with横山遊季                                                                     |
| 2014年9月10日(水)          | EARTHBOUND 14                                                                               | 渋谷 VUENOS                                   | 【出演】GUMGIMMIC MASSIVE UNIT、GEKKAN PROBOWLER、JUN FANTATHEATER、QUASAR NUCLEUS                                                      |
| 2014年9月13日(土)          | 上領亘 50th Anniversary感謝祭                                                               | 築地市場 tsukiji 無玄流                       | |
| 2014年9月15日(月)          | ゆかたROCK祭!2014                                                                           | 渋谷 RUIDO.K2                                 | 【出演】Angels（林田健司）、The Bombknows、ジャミーメロ―                                                                                |
| 2014年11月12日(水)         | ジャポネ!                                                                                   | 南青山 MANDALA                                | 【出演】シャミラビート、こんシンかい！                                                                                                  |
| 2014年12月5日(金)          | 第四回 ミライノチカラ                                                                       | 渋谷 TAKE OFF 7                               | 【出演】真桜、藤木あけみ、カタモミ女子 他                                                                                               |
| 2015年2月3日(火)           | ASIAの倭                                                                                    | 渋谷 club asia                                | 【出演】月宵、AKARA、花ト散るらん、SamuraiTraditional                                                                                   |
| 2015年2月8日(日)           | Vomos Birthday 2015                                                                         | 渋谷 CLUB CRAWL                               | 【出演】Vomos、西中葵バンド、ボモ☆リモ、☆ AIKA 他                                                                                       |
| 2015年2月15日(日)          | 民謡SONIC （文化庁／日本民謡協会主催)                                                       | 江戸東京博物館                                | |
| 2015年4月2日(木)           | BERATREK誕生前夜祭 ヤマジカズヒデ＋NARASAKI＋クハラカズユキ＋田中ロミオ 合同BDイベント      | 高円寺 KOENJI HIGH                            | 【出演】石塚"BERA"伯広、ヤマジカズヒデ、上領亘、田中ロミオ、クハラカズユキ、NARASAKI、MOMO、若狭さち、須藤俊明、NeoBallad、ビデオロデオ |
| 2015年5月9日(土)           | DK WAVE                                                                                     | 渋谷 Last Waltz                               | 【出演】ユートピア条約、DK-project〈出口雅之＆上領亘〉                                                                                  |
| 2015年7月2日(木) - 5日(日) | 第16回 JAPAN EXPO                                                                           | フランス・パリ ノール・ヴィルパント展示会会場 | |
| 2015年8月2日(日)           | 和装night 2015                                                                              | 福島県いわき club sonic iwaki                 | 【出演】新月灯花、Syaon band、花音、MixNuts、佐藤賢治with横山遊季                                                                       |
| 2015年9月6日(日)           | 重陽の宴 2015                                                                               | 築地市場 tsukiji 無玄流                       | |
| 2015年9月21日(月)          | NeoBallad ワンマンライブ 天地人神心 Vol.5                                                   | 高円寺 KOENJI HIGH                            | 【ゲスト】寂空（津軽三味線）、岩下達朗(VJ)                                                                                              |
| 2015年11月14日(土)         | 楽書×エレクトロ民謡の調べ                                                                   | 築地市場 tsukiji 無玄流                       | 【ゲスト】今泉岐葉（楽書家） |
| 2015年11月17日(火)         | SHOP MECANO十周年記念コンピ「築十年」発売記念ライブ 『祝電』                                | 四谷 LOTUS                                    | 【出演】monogramme type-west、デジタルス？、横川理彦                                                                                    |
| 2015年12月4日(金)          | いま粋モーション20                                                                          | 新御茶ノ水 レキシズル                         | |
| 2015年12月11日(金)         | Loverb's Garden                                                                             | 渋谷 VUENOS                                   | 【出演】Loverb、RAGAROCK、BRYAN ASSOCIATES CLUB                                                                                         |
| 2015年12月20日(日)         | DK WAVE                                                                                     | 高円寺 KOENJI HIGH                            | 【出演】ユートピア条約、DK-project〈出口雅之＆上領亘〉                                                                                  |
| 2015年12月25日(金)         | 明治浪漫ティカのbanquet                                                                     | 築地市場 tsukiji 無玄流                       | 【共演】まつ乃家栄太朗、まつ乃家あづき、寂空（津軽三味線）、岩下達朗（VJ）                                                              |
| 2016年1月27日(水)          | 一月三舟三ツ巴                                                                              | 渋谷 Last Walt                                | 【出演】メテオール、Omodaka |
| 2016年2月7日(日)           | Vomos Birthday 2016                                                                         | 渋谷 CLUB CRAWL                               | 【出演】Vomos、ボモ☆リモ、松尾拳（EVERMAY）他                                                                                           |
| 2016年3月3日(木)           | 無玄流2周年特別企画 - 楽書×端唄×民謡～ひいなあそびの宴～                                    | 築地市場 tsukiji 無玄流                       | 【出演】今泉岐葉（楽書家）、ミカド香奈子（篠笛・能管・端唄弾き唄い）                                                                    |
| 2016年3月4日(金)           | 無玄流2周年特別企画 - NeoBallad × xiè 春爛漫！宝船祭り                                      | 築地市場 tsukiji 無玄流                       | 【ゲスト】xiè （恵聖/Hagi）、ミカド香奈子（篠笛・能管・端唄弾き唄い）                                                                   |
| 2016年3月5日(土)           | 無玄流2周年特別企画 - NeoBallad × KAO=S 春爛漫！宝船祭り                                    | 築地市場 tsukiji 無玄流                       | 【出演】KAO=S（川渕かおり/山切修二/寂空）                                                                                               |
| 2016年3月6日(日)           | 無玄流2周年特別企画 - NeoBallad × Omodaka 春爛漫！宝船祭り                                  | 築地市場 tsukiji 無玄流                       | 【出演】Omodaka、ミカド香奈子（ゲスト出演）                                                                                             |
| 2016年3月19日(土)          | ネオバラ民謡アカデミー                                                                      | Barまいどおおきに                             | |
| 2016年4月6日(水)           | 桜舞い 花の笠着る 春の月                                                                    | 青山 月見ル君想フ                             | 【出演】ＹＡＮＡＫＩＫＵ、オワリズム弁慶、ミカド香奈子（ゲスト出演）                                                                    |
| 2016年4月9日(土)           | NeoBallad結成4周年記念公演 - 春宵の寿                                                       | 築地市場 tsukiji 無玄流                       | 【オープニングアクト】しゃみとなでしこ（YUKI/KIJU）                                                                                     |
| 2016年4月22日(金)          | Loverb's Garden                                                                             | 渋谷 VUENOS                                   | 【出演】Loverb、Lunakate、JULiC |

### イベントライブ
- 2013年
  - 3月16日（土）青森・アウガ青森
  - 3月17日（日）秋田・秋田フォーラス
  - 4月7日（日）東京・千代田さくら祭り（千代田区役所）
  - 4月14日（日）群馬・前橋「光の街まえばしイルミネーション」フィナーレ《スペシャルイベント》
  - 4月21日（日）神奈川・川崎「川崎アジア交流音楽祭交流ステージ」
  - 5月4日（土）東京・お台場　みちのく合衆国～いつでもNIPPON応援団！
  - 5月4日（土）東京・お台場　オクトーバーフェスト2013～SPRING～
  - 5月6日（月）青森・八戸ショッピングセンターラピア
  - 5月18日（土）東京・おちゃちゃり〜東日本大震災チャリティー・ライヴ〜（JR御茶ノ水駅前広場）
  - 5月31日（金）神奈川・ミューザ川崎
  - 6月28日（金）東京・品川　御殿山ガーデン　ホテルラフォーレ東京　「Farewellパーティ」
  - 7月3日（水）・4日（木）福島・会津若松ルネッサンス中の島「生ビールフェスタ」
  - 7月13日（土）宮城・石巻専修大学　「TBC夏まつり」
  - 7月14日（日）青森・八戸南部町ふれあい公園　「第22回ジャックドまつり」
  - 7月27日（土）神奈川・川崎　「ひらまぎんざサマーフェスタ2013」
  - 7月31日（水）宮城・石巻　「第90回 石巻川開き祭り」
  - 8月1日（木）青森・アウガ青森
  - 8月2日（金）青森・イオンつがる柏　
  - 8月3日（土）青森・八戸　「八戸三社大祭」
  - 8月4日（日）福島・郡山　「南東北病院まつり」
  - 8月13日（火）福島・磐梯町　「第4回納涼盆踊り」
  - 8月14日（水）宮城・イオンモール名取
  - 8月15日（木）秋田・秋田フォーラス
  - 8月16日（金）福島・レジーナの森
  - 8月25日（日）神奈川・川崎  「浴衣まつり」（ミューザ川崎）
  - 9月14日（土）東京・日比谷　オクトーバーフェスト2013
  - 10月14日（月）岡山・倉敷   羽黒神社
  - 11月16日（土）福島・郡山　タワーレコード郡山 インストアライブ (アティ郡山)
  - 11月17日（日）秋田・秋田フォーラス
  - 11月23日（土）宮城・タワーレコード仙台パルコ店　インストアライブ
  - 11月24日（日）岩手・盛岡　イオンモール盛岡
  - 12月7日（土）神奈川・川崎　ラ・チッタデッラ
  - 12月14日（土）神奈川・ミューザ川崎
- 2014年
  - 1月2日（木）岩手・盛岡　イオンモール盛岡南
  - 2月7日（金）岩手・葛巻町　くずまきワイン
  - 3月6日（木）東京・築地　無玄流
  - 3月17日（木）, 18日（金）東京・築地　無玄流
  - 3月30日（日）東京・千代田さくら祭り（千代田区役所）
  - 4月1日（火）東京・築地　無玄流
  - 4月8日（火）東京・築地　無玄流
    - NeoBallad結成2周年記念 Ustream配信ライブ

  - 4月13日（日）神奈川・川崎「川崎アジア交流音楽祭交流ステージ」
  - 4月19日（土）東京・下北沢　Barrack Block Cafe
  - 4月22日（火）福島・会津若松　ルネッサンス中の島 「さくらまつり2014」
  - 5月1日（木）東京・築地　無玄流
  - 5月5日（月）東京・お台場　フジテレビ春フェス2014
  - 5月17日（土）神奈川・ミューザ川崎
  - 5月20日（火）東京・築地　無玄流
  - 6月7日（土）東京・築地　無玄流
  - 7月5日（土）福島・会津若松   門田メモリアルホール
  - 7月10日（木）東京・築地　無玄流
  - 7月27日（日）宮城・名取「TBC夏まつり2014 絆みやぎ -KEEP ON!-」
  - 7月28日（月）〜 30日（水）山形・月岡ホテル「夏祭り2014・長崎フェア」
  - 8月2日（土）青森・八戸「おまつり広場2014」
  - 8月3日（日）岩手・北上　アメリカンワールド
  - 8月23日（土）福島・須賀川「須賀川釈迦堂川全国花火大会」
  - 8月28日（木）東京・築地　無玄流
  - 9月25日（木）東京・築地　無玄流
  - 10月4日（土）川崎・平間八幡大神
  - 10月5日（日）福島・会津若松   こころ斎苑
  - 10月13日（月）岡山・倉敷   羽黒神社
  - 10月19日（月）青森・むつ　プラザホテルむつ
  - 10月23日（木）東京・築地　無玄流
  - 11月2日（日）福島・いわき　福島工業高等専門学校「磐陽祭 2014」
  - 11月8日（土）岡山・あわくらの里
  - 11月9日（日）広島・アルカディアビレッジ
  - 11月10日（月）福岡・英彦山温泉 しゃくなげ荘
  - 11月22日（土）東京・築地　無玄流
  - 12月7日（日）青森・三沢「まんぷく祭」
  - 12月20日（土） 福島・いわき「とよマルシェプレオープン記念イベント」
  - 12月27日（土）東京・築地　無玄流
    - NoBallad2014締め括りライブ 第二部はUstream配信
- 2015年
  - 1月2日（金）岩手・イオンタウン釜石
  - 1月5日（月）岩手・イオンモール盛岡南
  - 1月16日（金）東京・築地　無玄流
  - 2月28日（土）東京・築地　無玄流
  - 3月3日（火）東京・築地　無玄流
  - 3月20日（金）東京・築地　無玄流
  - 3月28日（土）東京・千代田さくら祭り（千代田区役所）
  - 4月7日（火）福岡・2015文化街さくら祭り
  - 4月11日（土）東京・築地　無玄流
    - NeoBallad結成三周年レコ発記念イベント 第二部はUstream配信

  - 5月3日（日）山形県・真室川町　梅まつり
  - 5月5日（火）東京・お台場　みちのくフェス2015
  - 5月20日（水）東京・築地　無玄流
  - 5月23日（土）東京銀座 ＢＲＢ倶楽部
  - 6月13日（土）東京・築地　無玄流
  - 7月18日（土）神奈川・川崎「ひらまぎんざサマーフェスタ2015」
  - 7月21日（火）福島・桧原湖「第45回 裏磐梯火の山まつり」
  - 7月23日（金）山形・鶴岡「くしびき夏まつり2015」
  - 7月24日（土）東京・築地　無玄流
  - 8月3日（月）青森・八戸「おまつり広場2015」
  - 8月16日（日）岡山・護国神社　萬燈みたま祭「魂の継承」
  - 8月22日（土）東京・築地　無玄流
  - 9月12日（土）青森・イオン八戸田向店
  - 10月11日（月）岡山・倉敷　羽黒神社「秋季例大祭」
  - 10月17日（土）東京・築地　無玄流
  - 11月7日（土）福島・いわき　福島工業高等専門学校「磐陽祭 2015」

- 2016年
  - 1月16日（土）東京・築地　無玄流
    - 新春NeoBalladリクエストまつり 第二部はUstream配信

  - 2月13日（土）東京・築地　無玄流